# GlobalView
GlobalView (グローバルビュー)は、ワードプロセッシング、デスクトップパブリッシング、簡易計算（スプレッドシート）およびデータベース機能を含む統合的な「デスクトップ環境」であった。 これは、もともとXerox Alto、Xerox Star、およびXerox Daybreak 6085専用ワークステーション用に開発されたソフトウェアを、 Sun MicrosystemsのワークステーションやIBM PCベースのプラットフォームで実行する方法として、 Xerox PARCで開発された。 

## 概要
当初、GlobalViewは、PC 拡張カード上にプロセッサを追加する必要があったが、後にエミュレーションを使用して実行するようになった。 それがベースになっているソフトウェアは、（グラフィカルユーザーインターフェイスの統合と使用という点で）時代をはるかに先取りしていたものの、プロセッサの高額なコストとエミュレータによる低速化のために、売れ行きは思わしくなかった（ほとんどApple Macintoshの前身として認識されていた Alto と Star の古い顧客であったが、それ自体は高価な企業のニッチマシンであった)。 その結果、開発のためのリソースが不足していたため、競争相手にどんどん遅れをとってしまった。 1980年代後半から1990年代前半まで存在していた。 

## 評価
スチュワート・アルソップ II世は、1988年、「ViewPointの2つの重大な問題」を挙げている。彼は、サードパーティ製ソフトウェアが 「独立したアイデンティティを開発する」自由がないことは、拡張カードのように「見えなくなる」ことを意味していると述べている。 またアルソップ氏は、ViewPointは、10年以上前に作成されたオリジナルのXerox PARC技術からほとんど変わっていないと考えていたが、それは、(アップルやマイクロソフトの「何十万人ものユーザー」とは異なり) ゼロックスのフィードバックを得るためにViewPointを使用した消費者が十分ではなかったからである。彼は同社に「防衛的ではなく、もっとオープンマインドになるように、あぐらをかいても仕方がない」と忠告した。